# Straat van Carquinez

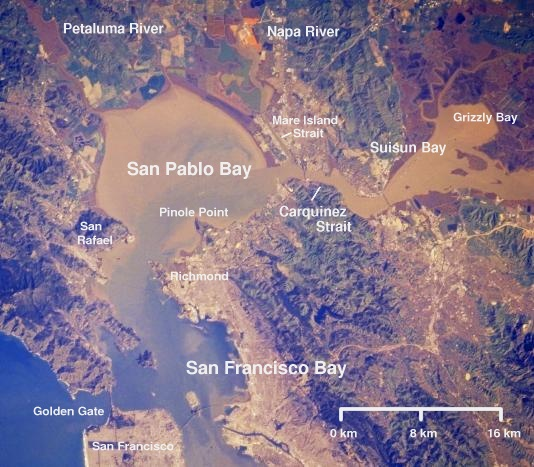
De locatie van de Straat van Carquinez.

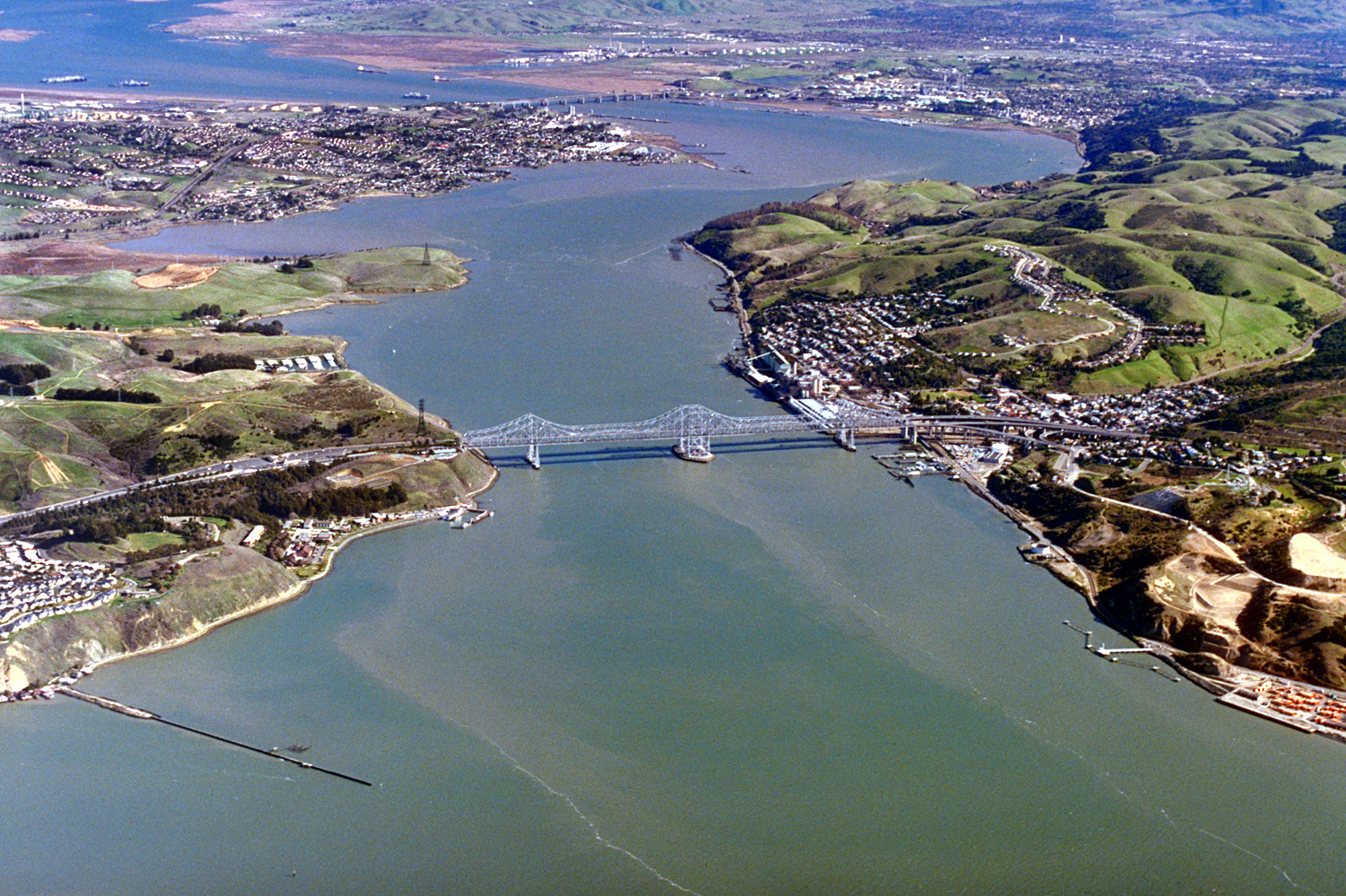
Luchtfoto van de Straat van Carquinez gezien vanuit het westen. De brug in de voorgrond is de Carquinez-brug; de brug in de achtergrond de Benicia-Martinez-brug.

De Straat van Carquinez (Engels: Carquinez Strait) is een smalle zee-engte in Noord-Californië. Ze maakt deel uit van het getijde-estuarium van de Sacramento-San Joaquindelta. De straat verbindt de Suisun Bay, waar beide rivieren in uitmonden, met de San Pablo Bay, de noordelijke arm van de Baai van San Francisco.
De Straat van Carquinez is genoemd naar de Karkin-indianen, een taalkundige groep die deel uitmaakte van de Ohlone-volkeren. De Karkin-indianen leefden aan beide kanten van de zee-engte. De Spanjaarden noemden hen "los Carquines".
De zee-engte wordt overspannen door de Benicia-Martinez-brug (Interstate 680) en de Carquinez-brug (Interstate 80).